# Добърце
Добърце (на македонска литературна норма: Добарце; на албански: Dobërca) е село в Северна Македония, в Община Желино.

## География
Селото се намира в областта Долни Полог, разположено по горното течение на река Суводолица в планината Сува гора на юг от прохода Калдъръм боаз.

## История
В края на XIX век Добърце е албанско село в Тетовска каза на Османската империя. Според статистиката на Васил Кънчов („Македония. Етнография и статистика“) от 1900 година Добърце е село, населявано от 275 жители арнаути мохамедани.
Според Афанасий Селишчев в 1929 година Добърце е село в Желинска община (с център в Саракино) в Долноположкия срез и има 80 къщи с 434 жители албанци.
Според преброяването от 2002 година селото има 1695 жители.
| Националност | Всичко |
| македонци    | 1      |
| албанци      | 1692   |
| турци        | 0      |
| роми         | 0      |
| власи        | 0      |
| сърби        | 0      |
| бошняци      | 0      |
| други        | 2      |

## Личност
Родени в Добърце
- Исамедин Лимани (р. 1966), северномакедонски юрист